# طوطی شاهی پاپوایی
طوطی شاهی پاپوایی (نام علمی: Alisterus chloropterus)، که همچنین به عنوان طوطی شاهی بال‌سبز شناخته می‌شود، گونه‌ای از طوطی‌های خانواده طوطیان سبز است که در گینه نو یافت می‌شود. زیستگاه‌های طبیعی آن جنگل‌های جلگه‌ای نمناک نیمه‌گرمسیری یا گرمسیری و جنگل‌های کوهستانی نمناک نیمه‌گرمسیری یا گرمسیری است.
این گونه در مرکز و شرق گینه نو در شرق کوه‌های Weyland یافت می‌شود و در جنگل‌هایی تا ارتفاع ۲۶۰۰ متری زندگی می‌کند.